# Nowokriestjanowskoje
Nowokriestjanowskoje (ros. Новокрестьяновское) – wieś w Rosji, w Dagestanie, w rejonie kizlarskim. W 2010 liczyła 965 mieszkańców, głównie Nogajów.